# Дибенко Федір Юхимович
Дибенко Федір Юхимович (1887 — 31.03.1919) — учасник Першої світової війни та війни за встановлення більшовицької влади в Україні; анархо-комуніст, начдив 42-ї дивізії 13-ї армії Південного фронту РСЧА, рідний брат революціонера та військового діяча Павла Дибенка.
Колишній офіцер царської армії (поручик). Деякий час служив у військах Української держави. З листопада 1918 року — краском Української Червоної армії: інструктор польових формувань штабу групи військ Курського напряму, яка вела бої з німецькими військами й армією Української Народної Республіки, з грудня 1918 — командуючий бригадою. Потім — начальник 42-ї стрілецької дивізії РСЧА. Брав участь у боях проти білогвардійців на Донбасі.
Загинув в районі станції Дебальцеве у 1919 р.: вбитий бійцями своєї дивізії нібито за свавілля і самочинні розстріли.
В 1957 році у видавництві «Радянський письменник» вийшла друком книга спогадів «Шлях славних», про окупацію України радянськими військами. Автор одного з нарисів Л. Л. Федорченко зокрема писав і про Федора Дибенка, який іменував себе анархістом-комуністом.